# Iván Salvador
Iván Salvador (L'Hospitalet, 11 de dezembro de 1995) é um futebolista profissional guineense que atua como atacante.

## Carreira
Iván Salvador representou o elenco da Seleção Guinéu-Equatoriana de Futebol no Campeonato Africano das Nações de 2015.